# Swedish Open 2010 - Qualificazioni singolare maschile
Le qualificazioni del singolare maschile dello  Swedish Open 2010 sono state un torneo di tennis preliminare per accedere alla fase finale della manifestazione. I vincitori dell'ultimo turno sono entrati di diritto nel tabellone principale. In caso di ritiro di uno o più giocatori aventi diritto a questi sono subentrati i lucky loser, ossia i giocatori che hanno perso nell'ultimo turno ma che avevano una classifica più alta rispetto agli altri partecipanti che avevano comunque perso nel turno finale.
Le qualificazioni del Swedish Open  2010 prevedevano 30 partecipanti di cui 4 sono entrati nel tabellone principale.

## Teste di serie
1. Simone Vagnozzi (ultimo turno)
2. Jonathan Dasnieres De Veigy (Qualificato)
3. Laurent Recouderc (ultimo turno)
4. Yannick Mertens (secondo turno)

1. Henri Kontinen (secondo turno)
2. Jerzy Janowicz (Qualificato)
3. Timo Nieminen (primo turno)
4. Marco Crugnola (primo turno)

## Qualificati
1. Jerzy Janowicz
2. Jonathan Dasnieres De Veigy

1. Ervin Eleskovic
2. Franco Skugor

## Tabellone

### Legenda
| - Q = Qualificato - WC = Wild card - LL = Lucky loser | - ALT = Alternate - SE = Special Exempt - PR = Protected Ranking | - w/o = Walkover - r = Ritirato - d = Squalificato |

### Sezione 1
|  | Primo turno    | Primo turno    | Primo turno    | Primo turno | Primo turno |  |  | Secondo turno | Secondo turno   | Secondo turno | Secondo turno  | Secondo turno  |   |   | Ultimo turno | Ultimo turno    | Ultimo turno    | Ultimo turno | Ultimo turno |  |
|  |                |                |                |             |             |  |  |               |                 |               |                |                |   |   |              |                 |                 |              |              |  |
|  |                |                |                |             |             |  |  |               |                 |               |                |                |   |   |              |                 |                 |              |              |  |
|  |                |                |                |             |             |  |  | 1             | Simone Vagnozzi | 3             | 6              | 6              |   |   |              |                 |                 |              |              |  |
|  | Juho Paukku    | Juho Paukku    | Juho Paukku    | 6           | 6           |  |  |               | Juho Paukku     | 6             | 1              | 3              |   |   |              |                 |                 |              |              |  |
|  | Erik Chvojka   | Erik Chvojka   | Erik Chvojka   | 3           | 4           |  |  |               |                 |               |                |                |   |   | 1            | Simone Vagnozzi | Simone Vagnozzi | 68           | 69           |  |
|  | Filip Polášek  | Filip Polášek  | Filip Polášek  | 6           | 6           |  |  |               |                 | 6             | Jerzy Janowicz | Jerzy Janowicz | 7 | 7 |              |                 |                 |              |              |  |
|  | Claudio Rivera | Claudio Rivera | Claudio Rivera | 4           | 2           |  |  |               | Filip Polášek   | 6             | 4              | 5              |   |   |              |                 |                 |              |              |  |
|  | 6              | Jerzy Janowicz | 6              | 4           | 6           |  |  | 6             | Jerzy Janowicz  | 3             | 6              | 7              |   |   |              |                 |                 |              |              |  |
|  |                | Tim Goransson  | 0              | 6           | 0           |  |  |               |                 |               |                |                |   |   |              |                 |                 |              |              |  |

### Sezione 2
|  | Primo turno      | Primo turno      | Primo turno      | Primo turno | Primo turno |  |  | Secondo turno  | Secondo turno        | Secondo turno        | Secondo turno  | Secondo turno  |   |   | Ultimo turno | Ultimo turno         | Ultimo turno         | Ultimo turno | Ultimo turno |  |
|  |                  |                  |                  |             |             |  |  |                |                      |                      |                |                |   |   |              |                      |                      |              |              |  |
|  |                  |                  |                  |             |             |  |  |                |                      |                      |                |                |   |   |              |                      |                      |              |              |  |
|  |                  |                  |                  |             |             |  |  | 2              | J Dasnieres De Veigy | J Dasnieres De Veigy | 6              | 6              |   |   |              |                      |                      |              |              |  |
|  | Lucas Renard     | Lucas Renard     | Lucas Renard     | 6           | 6           |  |  |                | Lucas Renard         | Lucas Renard         | 1              | 1              |   |   |              |                      |                      |              |              |  |
|  | Stefan Borg      | Stefan Borg      | Stefan Borg      | 2           | 2           |  |  |                |                      |                      |                |                |   |   | 2            | J Dasnieres De Veigy | J Dasnieres De Veigy | 6            | 6            |  |
|  | Pablo Figueroa   | Pablo Figueroa   | Pablo Figueroa   | 6           | 6           |  |  |                |                      |                      | Pablo Figueroa | Pablo Figueroa | 4 | 3 |              |                      |                      |              |              |  |
|  | Anders Lindstrom | Anders Lindstrom | Anders Lindstrom | 3           | 2           |  |  | Pablo Figueroa | Pablo Figueroa       | 7                    | 3              | 6              |   |   |              |                      |                      |              |              |  |
|  |                  | P-A Luncanu      | P-A Luncanu      | 7           | 6           |  |  | P-A Luncanu    | P-A Luncanu          | 5                    | 6              | 2              |   |   |              |                      |                      |              |              |  |
|  | 8                | Marco Crugnola   | Marco Crugnola   | 5           | 3           |  |  |                |                      |                      |                |                |   |   |              |                      |                      |              |              |  |

### Sezione 3
|  | Primo turno   | Primo turno     | Primo turno     | Primo turno | Primo turno |  |  | Secondo turno   | Secondo turno   | Secondo turno   | Secondo turno   | Secondo turno   |   |   | Ultimo turno | Ultimo turno | Ultimo turno | Ultimo turno | Ultimo turno |  |
|  |               |                 |                 |             |             |  |  |                 |                 |                 |                 |                 |   |   |              |              |              |              |              |  |
|  | 3             | L Recouderc     | L Recouderc     | 6           | 6           |  |  |                 |                 |                 |                 |                 |   |   |              |              |              |              |              |  |
|  |               | Markus Eriksson | Markus Eriksson | 3           | 2           |  |  | 3               | L Recouderc     | L Recouderc     | 6               | 6               |   |   |              |              |              |              |              |  |
|  | A Siljeström  | A Siljeström    | 6               | 3           | 6           |  |  |                 | A Siljeström    | A Siljeström    | 1               | 2               |   |   |              |              |              |              |              |  |
|  | R Holmstrom   | R Holmstrom     | 3               | 6           | 4           |  |  |                 |                 |                 |                 |                 |   |   | 3            | L Recouderc  | L Recouderc  | 4            | 5            |  |
|  | Milos Sekulic | Milos Sekulic   | Milos Sekulic   | 7           | 7           |  |  |                 |                 |                 | Ervin Eleskovic | Ervin Eleskovic | 6 | 7 |              |              |              |              |              |  |
|  | Filip Bergevi | Filip Bergevi   | Filip Bergevi   | 5           | 6(1)        |  |  | Milos Sekulic   | Milos Sekulic   | Milos Sekulic   | 63              | 2               |   |   |              |              |              |              |              |  |
|  |               | Ervin Eleskovic | Ervin Eleskovic | 6           | 6           |  |  | Ervin Eleskovic | Ervin Eleskovic | Ervin Eleskovic | 7               | 6               |   |   |              |              |              |              |              |  |
|  | 7             | Timo Nieminen   | Timo Nieminen   | 3           | 3           |  |  |                 |                 |                 |                 |                 |   |   |              |              |              |              |              |  |

### Sezione 4
|  | Primo turno     | Primo turno      | Primo turno     | Primo turno | Primo turno |  |  | Secondo turno | Secondo turno   | Secondo turno   | Secondo turno | Secondo turno |   |   | Ultimo turno  | Ultimo turno  | Ultimo turno  | Ultimo turno | Ultimo turno |  |
|  |                 |                  |                 |             |             |  |  |               |                 |                 |               |               |   |   |               |               |               |              |              |  |
|  | 4               | Yannick Mertens  | Yannick Mertens | 6           | 7           |  |  |               |                 |                 |               |               |   |   |               |               |               |              |              |  |
|  |                 | Tobias Blomgren  | Tobias Blomgren | 4           | 5           |  |  | 4             | Yannick Mertens | Yannick Mertens | 3             | 0             |   |   |               |               |               |              |              |  |
|  | Franco Skugor   | Franco Skugor    | Franco Skugor   | 6           | 6           |  |  |               | Franco Skugor   | Franco Skugor   | 6             | 6             |   |   |               |               |               |              |              |  |
|  | David Nord      | David Nord       | David Nord      | 1           | 0           |  |  |               |                 |                 |               |               |   |   | Franco Skugor | Franco Skugor | Franco Skugor | 6            | 6            |  |
|  | Carl Bergman    | Carl Bergman     | Carl Bergman    | 6           | 6           |  |  |               |                 | Carl Bergman    | Carl Bergman  | Carl Bergman  | 1 | 2 |               |               |               |              |              |  |
|  | Bjorn Rehnquist | Bjorn Rehnquist  | Bjorn Rehnquist | 4           | 1           |  |  |               | Carl Bergman    | 6               | 1             | 6             |   |   |               |               |               |              |              |  |
|  | 5               | Henri Kontinen   | 7               | 612         | 6           |  |  | 5             | Henri Kontinen  | 4               | 6             | 3             |   |   |               |               |               |              |              |  |
|  |                 | Patrik Rosenholm | 6(1)            | 7           | 2           |  |  |               |                 |                 |               |               |   |   |               |               |               |              |              |  |